# استفان دالمات
استفان دالمات (انگلیسی: Stéphane Dalmat؛ زادهٔ ۱۶ فوریهٔ ۱۹۷۹) بازیکن فوتبال اهل فرانسه است.
از باشگاه‌هایی که در آن بازی کرده‌است می‌توان به باشگاه فوتبال اینتر میلان، باشگاه فوتبال راسینگ سانتاندر، باشگاه فوتبال لانس، باشگاه فوتبال المپیک مارسی، باشگاه فوتبال رن، باشگاه فوتبال تاتنهام هاتسپر، باشگاه فوتبال سوشو، باشگاه فوتبال نیم المپیک، باشگاه فوتبال تولوز، باشگاه فوتبال بوردو، و باشگاه فوتبال پاری سن ژرمن اشاره کرد.